# Olavo Bilac
Olavo Brás Martins dos Guimarães Bilac (Rio de Janeiro, 16 de desembre de 1865 - Rio de Janeiro, 28 de desembre de 1918), periodista i poeta brasiler, va ser un dels fundadors de l'Academia Brasileira de Letras. Va ocupar la Cadira núm. 15, el patró de la qual era Antônio Gonçalves Dias.
Era conegut tant per la seva atenció a la literatura infantil, com per la seva participació cívica, ja que va ser membre actiu del bàndol republicà i nacionalista. Va ser defensor del servei militar obligatori durant el període en què l'exèrcit va adoptar amplies facultats polítiques, gràcies al cop militar de 1889. A més, destaca per la seva convicció política oposada a Floriano Peixoto.
Tanmateix, l'èxit de Bilac prové de la seva creació de la lletra de l'Himne a la Bandera. Aquest fet, juntament amb la resta de les seves obres literàries parnassianes, va originar que l'autor fos denominat com a "Príncep dels Poetes brasilers".

## Biografia
El seu pare va ser el Dr. Braz Martins dos Guimarães Bilac i la seva mare, la D. Delfina Belmira dos Guimarães Bilac. Després d'abandonar tant el quart any de la Facultat de Medicina de Rio de Janeiro, com el primer any de la Facultat de Dret de São Paulo, Olavo Bilac es va dedicar al periodisme i a la literatura. Va fundar alguns periòdics com A Cigarra (La Cigala), O Meio (L'Orient) i A Rua (El Carrer). Tanmateix, va reemplaçar a Machado de Assis en la secció "Semana" de la Gazeta de Notícias (Gaseta de Noticies).
Va ser perseguit i detingut -durant quatre mesos a la Fortalesa de la Iosa, Rio de Janeiro- als inicis de la República, pel seu periodisme polític en contra de Floriano Peixoto. Tot i això, l'any 1891 el van nomenar oficial de la Secretaria de l'Interior de l'Estat de Rio. Set anys més tard, el 1898, va exercir d'inspector escolar al Districte Federal, on va esdevenir secretari de l'alcalde en 1907.
Així doncs, va ser secretari del Congrés Panamericà i fundador de l'Agencia dels Estats Units. A més, el 1916 va originar la Lliga Nacional de Defensa, de la qual va ser secretari general. Per consegüent, es pot afirmar que “l'objectiu dels nacionalismes decimonònics de formar un poble homogeni, constituït per ciutadans”, va passar a ser una preocupació per Bilac, qui va apostar “per la instrucció pública com a medi ideal” per aconseguir diverses finalitats:
- Oferir una representació unificada -dins la seva varietat- del poble brasiler.
- Presentar el seu ampli territori nacional.
- Aportar uns conceptes morals bàsics.
- Fomentar el patriotisme.

Respecte a les seves relacions destaca el seu compromís amb Amelia de Oliveira, germana del poeta Alberto de Oliveira, ja que es va trencar a causa de la sospita d'un dels germans sobre la possible escassetat de diners de Bilac. Més tard, també fallidament, es va comprometre amb Maria Selika, filla del guitarrista Francisco Pereira da Costa.
Va morir el 1918 i va ser enterrat al Cementiri de San Juan Bautista, en Rio de Janeiro.

## Obres destacades
A banda de traduir de l'alemany al portuguès l'obra Max und Moritz de Wilhelm Busch, entre les seves creacions literàries -com poemes, contes, assaigs i cròniques- es poden trobar les obres següents:
| - Poesias (1888). - Crônicas e novelas (1894). - Crítica e fantasia (1904). - Conferências literárias (1906). - Tratado de versificação (1910) - amb la col·laboració de Guimarães Passos. - Dicionário de rimas (1913). - Ironia e piedade, crônicas (1916). - Tarde (1919) - Poesia, org. de Alceu Amoroso Lima (1957). - Contos Pátrios. - Antologia poètica. - Através do Brasil. - Hino à Bandeira. - Livro de Leitura. - Teatro Infantil. - Língua Portuguesa |

## Estil

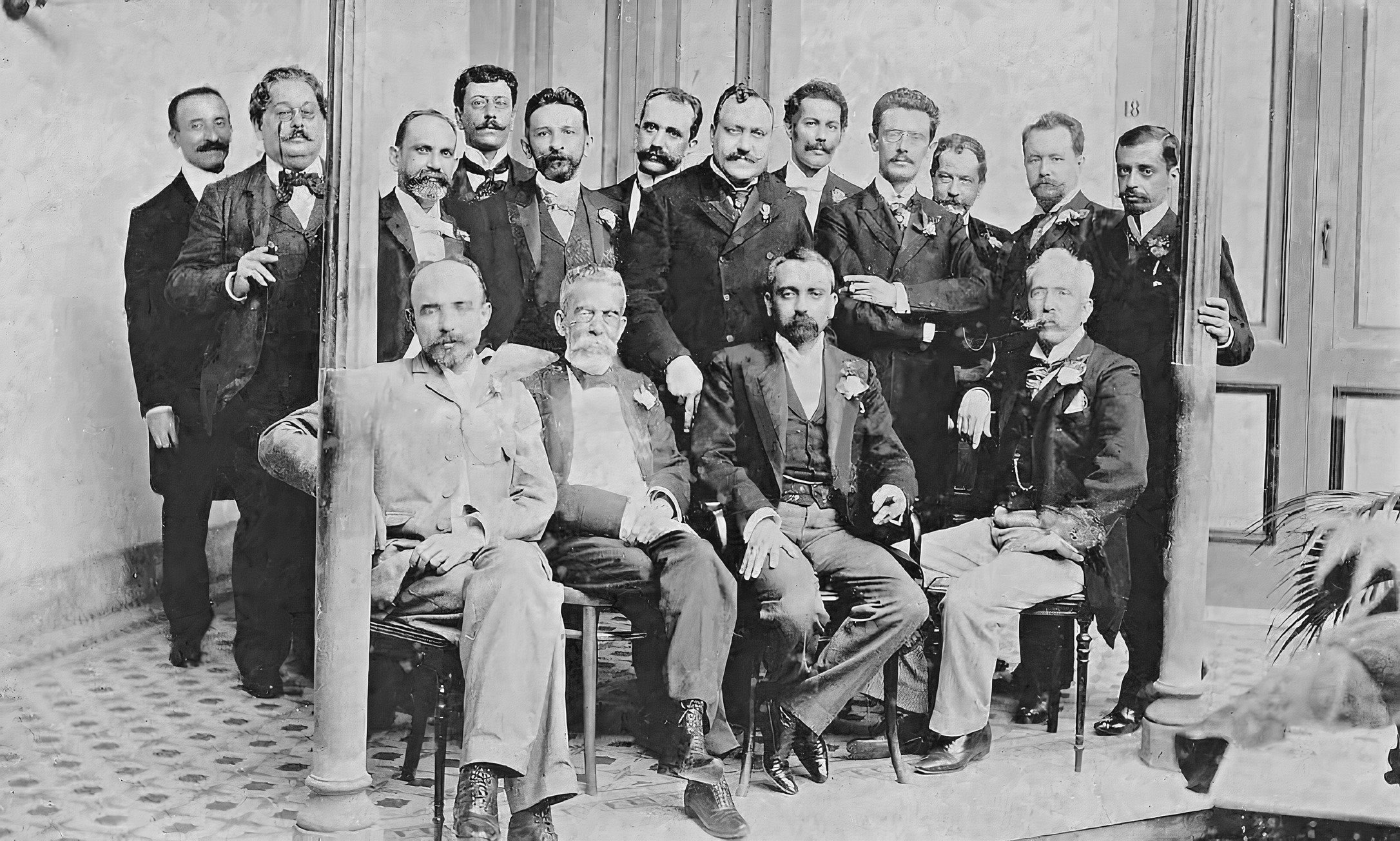
Membres de l'Acadèmia Brasilera de Lletres. D'esquerra a dreta, Olavo Bilac és el quart dempeus.

Olavo Bilac va pertànyer al moviment literari del Parnàs. Tot i que l'estil del parnassianisme va provocar diferents reaccions crítiques al Modernisme, l'autor manté el seu paper predominant a la literatura brasilera.
Bilac destaca per adoptar les formes preestablertes del lirisme, com el sonet; fet que li va atorgar un gran èxit als salons literaris del moment. Entre els sonets destaquen "Via-Láctea" ("Via Làctia") i "Profissão de Fe" ("Professió de fe"), on va concretar el seu estil depurat: una forma i un llenguatge senzill.
Per tant, es pot afirmar que les seves obres semblen naturals, espontànies, tot i que és present el culte per la forma en el seu estil literari. Com diu Fischer: «no és el cas de pensar en Bilac i la resta de poetes (parnassians) com una cosa fora del temps; el que feien era practicar una forma d'art com a negació deliberada de la vida real, és a dir, de l'art com a construcció ideal, rara, bella justament perquè és lluny de la vida».
Tot i això, s'ha de destacar que tant la influència que va rebre dels escriptors francesos com la dels portuguesos del segle xvi i XVII va revelar en la seva literatura una gran emoció que, en certa manera, s'allunyava dels trets característics del parnassianisme.

## Llengua Portuguesa
A continuació, es presenta el sonet Língua Portuguesa, on es pot observar l'estil parnassià d'Olavo Bilac. Format per versos dodecasíl·labs, el poema fa referència al naixement de la llengua portuguesa i la seva importància per al poble, enfront d'altres llengües com el llatí.
| En portuguès: | En català: |
| Última flor do Lácio, inculta e bela, És, a um tempo, esplendor e sepultura: Ouro nativo, que na ganga impura A bruta mina entre os cascalhos vela… Amo-te assim, desconhecida e obscura, Tuba de alto clangor, lira singela, Que tens o trom e o silvo da procela E o arrolo da saudade e da ternura! Amo o teu viço agreste e o teu aroma De virgens selvas e de oceano largo! Amo-te, ó rude e doloroso idioma, Em que da voz materna ouvi: "meu filho!" E em que Camões chorou, no exílio amargo, O gênio sem ventura e o amor sem brilho! | Última flor del Laci, bella i inculta Ets, a la vegada, esplendor i sepultura: Or natiu, que en l'escòria impura, La bruta mina entre les deixalles vetlla... T'estimo així, desconeguda i fosca trompeta d'alt clamor, sincera lira, Que tens el so i la xiulada de la porcellana i l'amanyac de tendresa i de nostàlgia! Estimo el teu vici agrest i la teva aroma De selves verges i d'oceà gran! T'estimo, rude i dolorós idioma del que vaig escoltar de la veu materna: “el meu fill!“ i del que Camões va plorar, en el seu amarg exili, El geni sense ventura i l'amor sense lluentor! |

## Premis i reconeixements

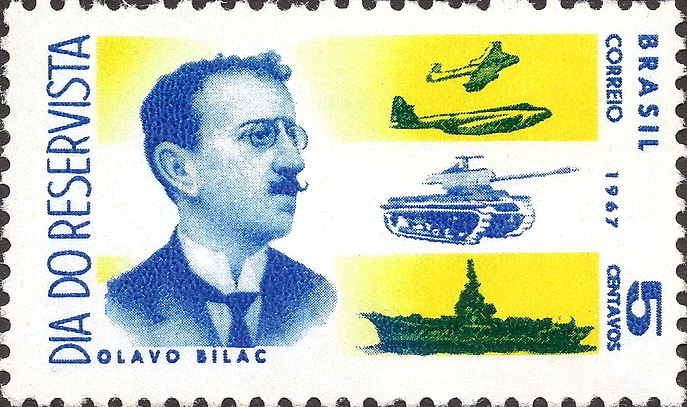
Segell d'homenatge a Olavo Bilac de 1967.

Va rebre l'Acadèmic Afonso Arinos i va ser escollit com a "Príncep dels Poetes brasilers" a la revista Fon-Fon', el 1907. Les seves creacions literàries destaquen al costat de les d'autors com Alberto de Oliveira i Raimundo Correia (formant la denominada Triada Parnà).
Cap a finals de la seva vida, el 1917, va rebre el títol de professor honorari de la Universitat de São Paulo.
A més, Olavo Bilac va ser representat per Carlos Alberto Riccelli a la pel·lícula Brasília 18%, produïda per Globo Filmes, l'any 2006; i va ser interpretat per Rui Minharro a la sèrie Chiquinha Gonzaga, transmesa per la Rede Globo, el 2002.
Tanmateix, el fet que el seu propi nom -Olavo Brás Martins dos Guimarães Bilac- tingui dotze síl·labes ha originat la seva connexió amb els versos alexandrins i, fins i tot, els seus admiradors interpreten aquest fet com una prova de la predestinació de l'autor a la poesia.